# Віра Еліяшевська
Ві́ра Еліяше́вська (англ. Vera Eliashevsky) — голова комітету міст-побратимів Київ-Чикаго. Директор спеціальних проєктів регіону Великого Чикаго. Член Ради Українського конґресового комітету Америки (Відділ Іллінойс).

## Діяльність
Станом на 1988-й рік була організаційною референткою 6-го Відділу Союзу Українок Америки. Займається проведенням громадських заходів, урочистостей, поширенням знань про Україну.
Будучи членкинею Пласту, організовувала фандрейзингові кампанії для залучення української молоді до громадської активності. Зробила вагомий особистий внесок до діяльності комітету міст-побратимів Київ-Чикаго, зокрема урочистостей, покликаних поширювати знання і повагу до України серед американців — святкування Дня Незалежності, урочистого підняття українського прапора тощо.
Організація поширює знання про місто Київ (у правильному написанні Kyiv), проводить заходи для залучення потенційних інвесторів (такі як покази мод київських модельєрів), навчання українських журналістів для протидії поширенню фальшивих новин та пропагандистській війні, спонсорувала приїзд українських поранених ветеранів та їх участь у змаганнях, проводить заходи для української молоді і розвитку молодіжного лідерства з залученням таких лідерів громадської думки, як Уляна Супрун, Марі Йованович.
На заклик Віри Еліяшевської проводяться збірки грошей на допомогу пораненим та їхнім сім'ям.

## Нагороди
- Відзнака Президента України — ювілейна медаль «25 років незалежності України» (22 серпня 2016) — за вагомий особистий внесок у зміцнення міжнародного авторитету Української держави, популяризацію її історичної спадщини і сучасних надбань та з нагоди 25-ї річниці незалежності України[10]